# Жувасов, Капыс
Капыс Жувасов (каз. Қапыс Жуасов; 1909—1996) — советский животновод, новатор сельскохозяйственного производства, старший скотник совхоза «Балкашино» Балкашинского района Целиноградской области, Казахская ССР.

## Биография
Родился в 1909 году в станице Якши-Янгиставская Кокчетавского уезда Акмолинской области (ныне — Айыртауский район, Северо-Казахстанская область, Казахстан).
С 1930 года работал скотником в Балкашинском племенном совхозе Молотовского района (другие источники — Госплемзавод: (Балкашинский") Целиноградской области (ныне Акмолинская область Казахстана).
Участник Великой Отечественной войны.
После войны работал старшим скотником племенного совхоза «Балкашинский» Акмолинской области.
Проживал в посёлке городского типа Балкашино Балкашинского района. С 1981 года — в селе Речное того же района.
Скончался в 1996 году. Похоронен на кладбище села Речное.

## Награды и премии
- Заслуженный мастер животноводства Казахской ССР
- Герой Социалистического Труда — указом Президиума Верховного Совета СССР 22 марта 1966 года
- орден Ленина
- Сталинская премия первой степени (1952) — за выведение новой породы крупного рогатого скота «Казахская белоголовая»